# Блаватник, Леонид Валентинович
Леонид Валентинович Блаватник (укр. Леонід Валентинович Блаватнік, англ. Leonard "Len" Blavatnik; род. 14 июня 1957, Одесса) — американский и британский предприниматель и промышленник. Владелец холдинга Access Industries, в который входят такие компании как Warner Music, стриминговый сервис DAZN и крупнейший производитель полипропилена LyondellBasell. The Sunday Times называет Блаватника вторым богатейшим человеком Великобритании: на 2024 год его состояние оценивается в более чем £29 млрд.
Блаватник разбогател благодаря приватизации российской алюминиевой и нефтяной промышленности в 1990-е годы, которой он занимался в партнёрстве с Виктором Вексельбергом.

## Биография
Родился в Одессе, УССР. Будучи младенцем, переехал с семьёй в Ярославль, где до 8-го класса учился в школе № 33. В 1971 году отца вновь перевели по работе, в этот раз в Москву. Окончил последние два класса в Московской физико-математической школе № 315 с золотой медалью. По окончании школы пытался поступить в МГУ на механико-математический факультет, но, несмотря на высочайшие академические успехи, принят не был из-за антисемитизма. После этого поступил в Московский институт инженеров транспорта на факультет автоматики и вычислительной техники (специальность «Автоматизированные системы управления»), но ВУЗ не окончил (ушёл из него после четвёртого курса). Сокурсником Блаватника был Виктор Вексельберг.
В 1978 году эмигрировал вместе с семьёй из СССР в США. Имеет учёные степени Колумбийского университета (магистр наук) и Гарвардской школы бизнеса (МВА).
Член совета директоров[когда?] управляющей компании «СУАЛ-Холдинг», член совета директоров ОАО «Сибирско-уральская алюминиевая компания».
В 1986 году основал компанию Access Industries, осуществляющую инвестиции в различные отрасли промышленности.
С 1990 года — один из основателей и партнёр российско-американского совместного инвестиционного предприятия «Ренова».
В разные годы занимал ключевые позиции в компаниях Arthur Andersen & Co., Macy’s Department Stores, General Atlantic Partners, ТНК, Deeside Aluminum, Access Industries (Eurasia), EnergiBolaget i Sverige AB.
Поддерживает контакты с политической элитой России, в частности, с Анатолием Чубайсом и Сергеем Степашиным. В 1999 году спонсировал визит Степашина в Вашингтон, устроил в его честь обед, на котором присутствовали вашингтонские политики.
Осуществляет значительные пожертвования в избирательные фонды конгрессменов Республиканской партии от штата Нью-Йорк (головной офис фирмы Блаватника находится в Нью-Йорке).
С 1998 года Блаватник активизировал свою деятельность в России, в частности, готовил варианты стратегического партнёрства между Access Industries и РАО «ЕЭС». В 1999 году Анатолий Чубайс, будучи в Казахстане, заявил о возможном создании в Павлодарской области топливно-энергетической компании с участием трёх электростанций, РАО «ЕЭС» и Access Industries.
Основной доход Блаватнику принесла покупка 50 % акций ТНК пополам с Вексельбергом. В 2003 году от продажи доли ТНК британской BP каждый из них заработал почти по 2 млрд долларов. По неофициальным данным, доля Блаватника в «Ренове» составляла около 30 %, он продал свою долю в обмен на долю в совместных с Вексельбергом активах.
В 2007 году «Forbes 400» оценил его состояние в 7,2 млрд долларов, тем самым поместив его под номером 45 в своём списке богатейших американцев.
В 2009 году Access Industries приобрела британское подразделение прокатной компании Мела Гибсона Icon и кинотеку, включающую свыше 500 фильмов, среди которых — «Шофёр мисс Дэйзи», «Танцы с волками», «Стилет» и «Страсти Христовы».
В мае 2011 года Access Industries приобрелa звукозаписывающую компанию Warner Music Group за 3,3 млрд долларов.
По итогам 2014 года издание The Sunday Times оценило состояние Леонида Блаватника в 13,17 млрд фунтов (приблизительно 20 млрд долларов) и потому назвало его самым богатым британцем, хотя на тот момент он не имел британского подданства.
В 2015 году антимонопольное подразделение Министерства юстиции США обвиняло Блаватника в нарушении требований антимонопольного законодательства США. Бизнесмен согласился оплатить гражданско-правовую санкцию в размере 656 тысяч долларов за решение вопроса в досудебном порядке. Иск был подан в окружной суд Вашингтона (округ Колумбия).
Член президиума Российского еврейского конгресса.
Женат на американке Эмили Эпплсон (англ. Emily Appelson), у которой от него четверо детей. Постоянно проживает в Лондоне.
Известен как щедрый благотворитель и меценат. В 2011 году выделил 260 млн фунтов на строительство новой галереи музея Tate Modern в Лондоне, взнос был «почти беспрецедентным» в истории крупнейшего центра современных искусств Великобритании.
В 2016 году сыграл роль итальянского посла в российском телесериале «София». В 2018 году сыграл роль кардинала Юрия Радзивилла в российском телесериале «Годунов».
С 2016 года компания Блаватника «Амедиа продакшн» сотрудничала с кинофирмой Рубена Дишдишяна «Марс Медиа». Итогом совместного финансирования стали киноленты «Т-34», «Мира», «Пальма», а также телесериалы «Золотая Орда» и «Гостиница „Россия“».
В 2018 году вёл благотворительную деятельность.  Блаватник стал спонсором New schools Network. NSN — благотворительная организация, зарегистрированная в Великобритании, целью которой является поддержка групп, создающих бесплатные школы в рамках сектора государственного образования Англии.

## Награды
- Звание рыцаря-бакалавра с титулом «сэр» (Великобритания, 17 июня 2017) — «за заслуги в филантропии»[21].
- Орден Почётного легиона степени кавалера (Франция, 27 сентября 2013)[22].